# Spectrum Strikes Back
"Spectrum Strikes Back" is de negende aflevering van de televisieserie Captain Scarlet and the Mysterons, een sciencefictionserie waarin gebruikgemaakt wordt van de poppenspeltechniek supermarionation. De aflevering werd voor het eerst uitgezonden op ATV Midlands in Engeland op 24 november 1967. Qua productievolgorde was het echter de tiende aflevering.

## Verhaal
Na een routine patrouille keert Rhapsody Angel terug naar Cloudbase. Hier bespreekt ze de huidige locatie van Captain Scarlet, Captain Blue en Colonel White met Destiny en Symphony, die aannemen dat ze op een zeer geheime missie zijn. De drie zijn in werkelijkheid in een Afrikaans natuurreservaat
De Mysterons sturen een bericht naar de aarde dat de mensheid nooit het geheim van hun vijand zal ontdekken. In het reservaat confronteert een parkwachter Scarlet en Blue, die zich naar een verboden gebied begeven. Hij laat hen echter door wanneer ze beweren enkel op weg te zijn naar een jachthuis verderop. Colonel White is ook op weg naar dit jachthuis onder de codenaam “Tiger”. Eenmaal in het huis begeeft het drietal zich naar een geheime ruimte onder de grond.
Ondergronds blijken er nog drie aanwezigen te zijn: de President van de Wereld, Generaal Peterson, Dr. Giadello en Captain Indigo. Ze zijn bijeengekomen om te bespreken wat men zoals weet van de Mysterons, en de demonstratie van de nieuwste wapens om tegen hen te gebruiken. Dr. Giadello presenteert het eerste wapen: een Mysteron geweer. Dit geweer vuurt een straal van elektronen af geproduceerd door een interne elektrode. Daar Mysterons en hun agenten zeer kwetsbaar zijn voor hoogspanning is dit een effectief wapen. Giadello laat Indigo vervolgens een prototype van een Mysteron Detector tonen. Dan wordt er op de deur van het jachthuis geklopt. Wanneer Indigo opendoet, blijkt Captain Black voor de deur te staan. Hij schiet Indigo dood, en een Mysteron-Indigo verschijnt.
De Mysteron-Indigo brengt de detector naar beneden. Colonel White verteld dat tijdens een poging generaal Tiempo te doden (aflevering Operation Time), bekend werd dat Mysterons kunnen worden ontmaskerd met röntgenstraling. De detector is gebaseerd op deze ontdekking. Giadello test het apparaat uit op de President, Colonel White en Captain Scarlet. Bij de President en White zijn inderdaad röntgenfoto’s van hun skelet te zien, maar bij Scarlet enkel een zwart-witfoto van zijn uiterlijk. Dit kan kloppen daar Scarlet in feite een Mysteron is.
Generaal Peterson wil de detector zelf uittesten, en richt hem op Captain Indigo die zich snel terughaast naar de lift. Giadello ziet de foto en ontdekt dat Indigo een Mysteronagent is. Scarlet bewapent zichzelf met het Mysterongeweer en achtervolgt Indigo, terwijl Blue de parkwachters waarschuwt. Scarlet volgt Indigo in een auto en krijgt al snel assistentie van enkele parkwachters. Een van de parkwachters schiet Indigo’s banden lek, en Indigo verstopt zich tussen enkele rotsen. De parkwachters raken hem met enkele schoten, maar er is een ontlading van het mysterongeweer voor nodig om hem geheel uit te schakelen.
Die avond viert het hele gezelschap hun eerste succesvolle gebruik van de nieuwe wapens. Deze zullen nu zeker van pas komen in de strijd met de Mysterons.

## Rolverdeling

### Reguliere stemacteurs
- Captain Scarlet — Francis Matthews
- Captain Blue — Ed Bishop
- Colonel White — Donald Gray
- Lieutenant Green — Cy Grant
- Destiny Angel — Liz Morgan
- Symphony Angel — Janna Hill
- Rhapsody Angel — Liz Morgan
- Captain Black — Donald Gray
- Stem van de Mysterons — Donald Gray

### Gastrollen
- President van de Wereld — Paul Maxwell
- Generaal Peterson — Charles Tingwell
- Captain Indigo — Gary Files
- Dr. Giadello — Jeremy Wilkin
- 1st Warden — Gary Files
- 2nd Warden — Martin King
- 3rd Warden — Gary Files and Martin King

## Fouten
- In de openingsscène staan er drie angeljets op het vliegdek van de Cloudbase, maar wanneer Rhapsody arriveert met haar jet staan er nog maar twee.

## Trivia
- "Spectrum Strikes Back" is de tweede aflevering waarin de President van de Wereld voorkomt. Zijn eerste optreden was in "The Mysterons".
- De Dr. Giadello werd eerder gebruikt voor Morton in The Trap
- De Captain Indigo pop verscheen eerder als Macey in Big Ben Strikes Again.
- De werktitel van deze aflevering was Spectrum Strike Back, wat grammaticaal incorrect is.
- Deze aflevering is in zekere zin een sequel op Operation Time, waarin de zwakheden van de Mysterons werden ontdekt.